# Mustvee kommun
Mustvee kommun (estniska: Mustvee vald) är en kommun i landskapet  Jõgevamaa i östra Estland. Staden Mustvee utgör kommunens centralort.
Kommunen bildades den 25 oktober 2017 genom en sammanslagning av staden Mustvee och de fyra kommunerna Avinurme, Kasepää, Lohusuu och Saare samt en del av kommunen Torma (byn Võtikvere).  Samtidigt med detta fördes området motsvarande de tidigare kommunerna Avinurme och Lohusuu över från landskapet Ida-Virumaa till Jõgevamaa.

## Orter
I Mustvee kommun finns en stad, två småköpingar och 56 byar.

### Stad
- Mustvee (centralort)

### Småköpingar
- Avinurme
- Lohusuu

### Byar
- Adraku
- Alekere
- Halliku
- Jaama
- Jõemetsa
- Kaasiku
- Kaevussaare
- Kallivere
- Kalmaküla
- Kasepää
- Kiisli
- Kiissa
- Koseveski
- Kõrve
- Kõrvemetsa
- Kõveriku
- Kärasi
- Kääpa
- Kükita
- Laekannu
- Lepiksaare
- Levala
- Maardla
- Maetsma
- Metsaküla
- Nautrasi
- Ninasi
- Nõmme
- Odivere
- Omedu
- Paadenurme
- Pedassaare
- Piilsi
- Putu
- Pällu
- Raadna
- Raja
- Ruskavere
- Saarjärve
- Separa
- Sirguvere
- Sälliksaare
- Tammessaare
- Tammispää
- Tarakvere
- Tiheda
- Tuulavere
- Ulvi
- Vadi
- Vanassaare
- Vassevere
- Veia
- Vilusi
- Voore
- Võtikvere
- Änniksaare